# Jumanji: The Next Level
Jumanji: The Next Level är en amerikansk äventyrskomedi-film från 2019 som är regisserad av Jake Kasdan, som även skrivit manus tillsammans med Jeff Pinkner och Scott Rosenberg. Filmen är en uppföljare till Jumanji: Welcome to the Jungle (2017) och den tredje filmen i en Jumanji-franchise.
Filmen hade premiär i Sverige den 6 december 2019 av Sony Pictures Releasing, under sin Columbia Pictures-etikett.

## Rollista (i urval)
| - Dwayne Johnson – Bravestone - Kevin Hart – Mouse - Jack Black – Oberon - Karen Gillan – Ruby - Awkwafina – Ming - Nick Jonas – Seaplane - Alex Wolff – Spencer - Morgan Turner – Martha | - Madison Iseman – Bethany - Ser'Darius Blain – Fridge - Danny DeVito – Eddie - Danny Glover – Milo - Rhys Darby – Nigel - Colin Hanks – Alex - Rory McCann – Jurgen the Brutal - Marin Hinkle – Janice |